# ChinaSat 12
ChinaSat 12 (tiếng Trung: 中星12号; bính âm: Zhōngxīng 12) là một vệ tinh thông tin thuộc sở hữu hoàn toàn của China Satellite Communications, với một phần trọng tải thông tin của nó được SupremeSAT, một công ti Sri Lanka, thuê hoặc cho thuê để tiếp thị cho người dùng tiềm năng với cái tên SupremeSAT-I. Sau khi đi vào hoạt động, nó sẽ cung cấp các dịch vụ thông tin liên lạc cho Trung Quốc, Sri Lanka, Đông Á, Nam Á, Trung Đông, Châu Phi, Australia và khu vực biển Trung Quốc, khu vực Ấn Độ Dương.
ChinaSat 12 còn được gọi là Apstar 7B (như một bản sao của Apstar 7), nhưng được China Satellite Communications mua lại từ công ti con APT Satellite Holdings vào năm 2010. Tuy nhiên, APT Satellite Holdings đã được công ty mẹ kí hợp đồng với tư cách là nhà điều hành của ChinaSat 12.

## Quỹ đạo
Sau khi phóng vào ngày 27 tháng 11 năm 2012, vệ tinh được đưa vào quỹ đạo không đồng bộ địa lý và nằm ở 51.5° Đông trong khi đang được thử nghiệm.
Vệ tinh được chế tạo bởi Thales Alenia Space và có tuổi thọ là 15 năm.

## Thư viện ảnh

Sơ đồ của Long March 3B, cho thấy tên lửa đẩy chất lỏng bên ngoài của nó.
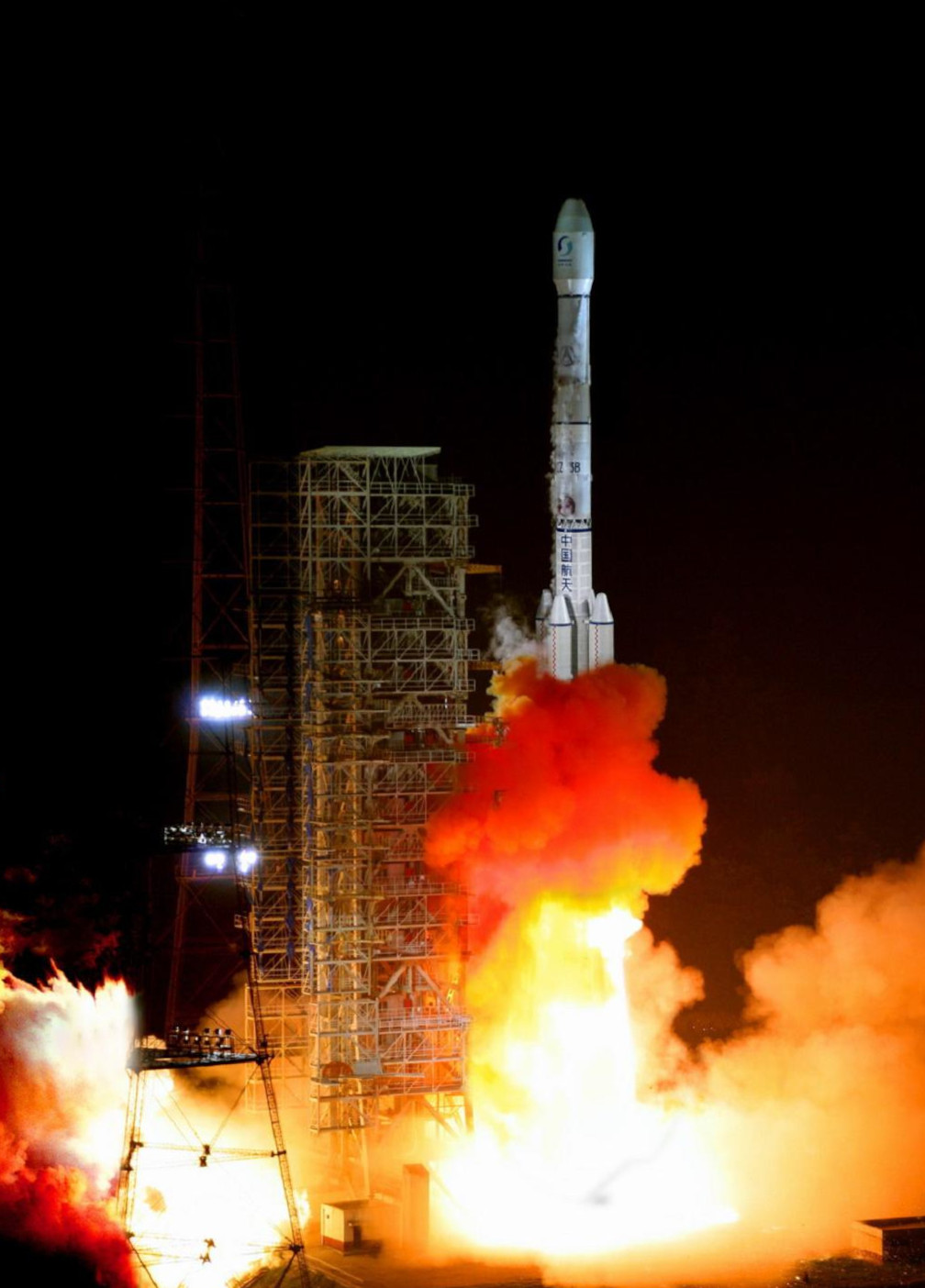
Sự ra mắt của Long March 3B (tương tự như CZ-3B/E (Chang Zheng-3B/E))